# Ivo Babuška
Ivo M. Babuška (Praga, 22 de março de 1926 – 12 de abril de 2023) foi um matemático tcheco-estadunidense.
É reconhecido principalmente por contribuições ao método dos elementos finitos e pela demonstração do teorema de Babuška-Lax-Milgram, uma generalização do teorema de Lax–Milgram.

## Vida
Graduado em engenharia civil pela Universidade Técnica Tcheca de Praga, em 1949, com doutorado em engenharia em 1951 pela Academia de Ciências da Tchecoslováquia, sob a supervisão de Eduard Čech e Vladimir Knichal, onde posteriormente dirigiu a seção de equações diferenciais parciais, onde obteve em 1955 o título de doutor em matemática.
Em 1968 tornou-se professor da Universidade de Maryland, onde tornou-se professor emérito em 1996. Posteriormente trabalhou no Instituto de Engenharia Computacional e Ciências da Universidade do Texas, em Austin, onde atualmente trabalha.
Morreu no dia 12 de abril de 2023, aos 96 anos de idade.